# Aconitum pseudogeniculatum
Aconitum pseudogeniculatum är en ranunkelväxtart som beskrevs av Wen Tsai Wang. Aconitum pseudogeniculatum ingår i släktet stormhattar, och familjen ranunkelväxter. Utöver nominatformen finns också underarten A. p. pubipes.